# Scott McGrory
Scott McGrory (født 22. december 1969 i Walma) er en forhenværende cykelrytter fra Australien. Hans foretrukne disciplin var banecykling, hvor han har vundet medaljer ved nationale, verdens- og olympiske mesterskaber. På landevej blev han nationalmester. 
McGrory har også vundet mange seksdagesløb, heriblandt ved Københavns seksdagesløb 2002 med makkeren Matthew Gilmore, hvor de var det første par der vandt i Ballerup Super Arena.
Han var med til OL 1988 i Seoul, hvor han var med på det australske hold i 4000 m forfølgelsesløb. Han var ikke med i kvalifikationsrunden, hvor hans holdkammerater Brett Dutton, Wayne McCarney, Stephen McGlede og Dean Woods satte verdensrekord (senere i kvalifikationen overgået af Sovjetunionen), men han var med i stedet for McCarney i kvartfinalen, hvor australierne besejrede Danmark klart, og i semifinalen, hvor det blev til nederlag til Østtyskland. I kampen om bronze var det igen McCarney, der kørte i stedet for McGrory, da Australien sejrede over Frankrig.
Ved OL 2000 på hjemmebane i Sydney kørte McGrory parløb sammen med Brett Aitken. Det australske par blev nummer to i første spurt og vandt den anden, hvorpå de med point i flere af de følgende spurter snart var i en klar førerposition, så de ved blot at undgå at tabe en omgang ville vinde løbet. Belgierne Étienne De Wilde og Matthew Gilmore vandt den sidste spurt, hvilket betød, at de nåede 22 point og en andenplads efter australierne på førstepladsen med 26 point, mens italienerne Marco Villa og Silvio Martinello i sidste spurt nåede 15 point, hvilket gav dem bronze.
Senere ved samme OL deltog McGrory også i landevejsløbet, men her måtte han opgive at fuldføre.